# Ixodes rubidus
Ixodes rubidus este o specie de căpușe din genul Ixodes, familia Ixodidae, descrisă de Neumann în anul 1901. Conform Catalogue of Life specia Ixodes rubidus nu are subspecii cunoscute.